# Habertürk
Habertürk (littéralement : Nouvelles de turquie ) est un quotidien basé à Istanbul. Il est en janvier 2017 classé 5e sur la liste des journaux turcs les plus diffusés. La devise du journal imprimée sur la couverture est Gücü Özgürlüğünde (littéralement : Votre pouvoir réside dans votre liberté).
Le journal est considéré comme proche du Parti de la justice et du développement (AKP) de Recep Tayyip Erdoğan , même s'il ne semble pas être un partisan direct comme d'autres journaux. Eurotopics qualifie le journal de « libéral-conservateur ».